# Lichacze (rejon stołpecki)
Lichacze (biał. Ліхачы, Lichaczy; ros. Лихачи, Lichaczi) – wieś na Białorusi, w obwodzie mińskim, w rejonie stołpeckim, w sielsowiecie Rubieżewicze.

## Historia
W dwudziestoleciu międzywojennym leżały w Polsce, w województwie nowogródzkim, w powiecie stołpeckim, w gminie Rubieżewicze. W 1921 miejscowość liczyła 55 mieszkańców, zamieszkałych w 10 budynkach, w tym 43 Białorusinów i 12 Polaków. 53 mieszkańców było wyznania prawosławnego i 2 rzymskokatolickiego.
Położone były wówczas przy granicy ze Związkiem Sowieckim. Znajdowała się tu strażnica KOP „Lichacze”.
Po II wojnie światowej w granicach Związku Sowieckiego. Od 1991 w niepodległej Białorusi.